# وسپرم (استان)
وِسپْرِم (به مجاری: Veszprém megye) یکی از استان‌های مجارستان است و ۴٬۴۶۳٫۶۵ کیلومترمربع مساحت و ۳۵۱٬۸۹۸ نفر جمعیت دارد.

## نگارخانه

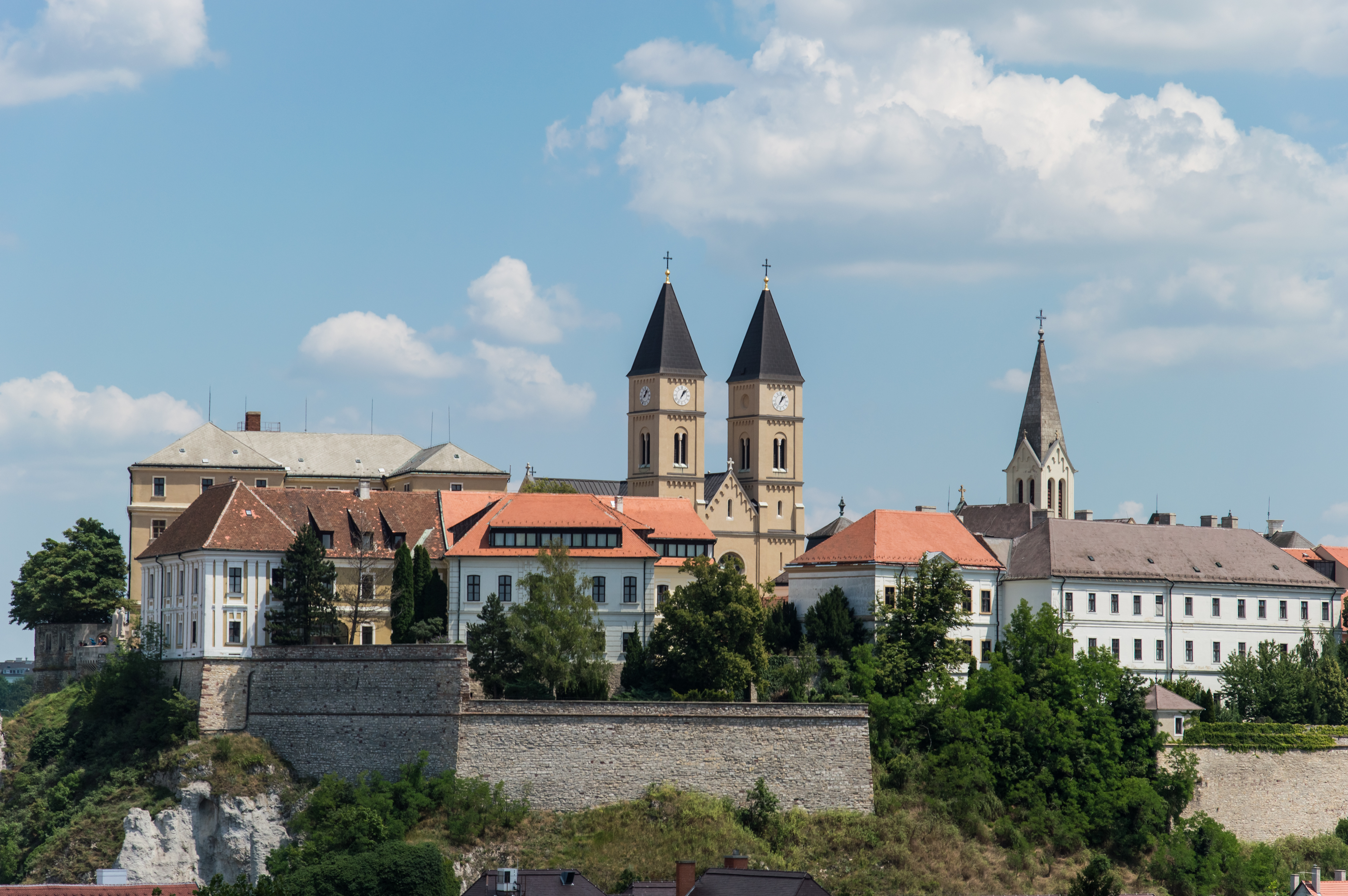
قلعهٔ وسپرم
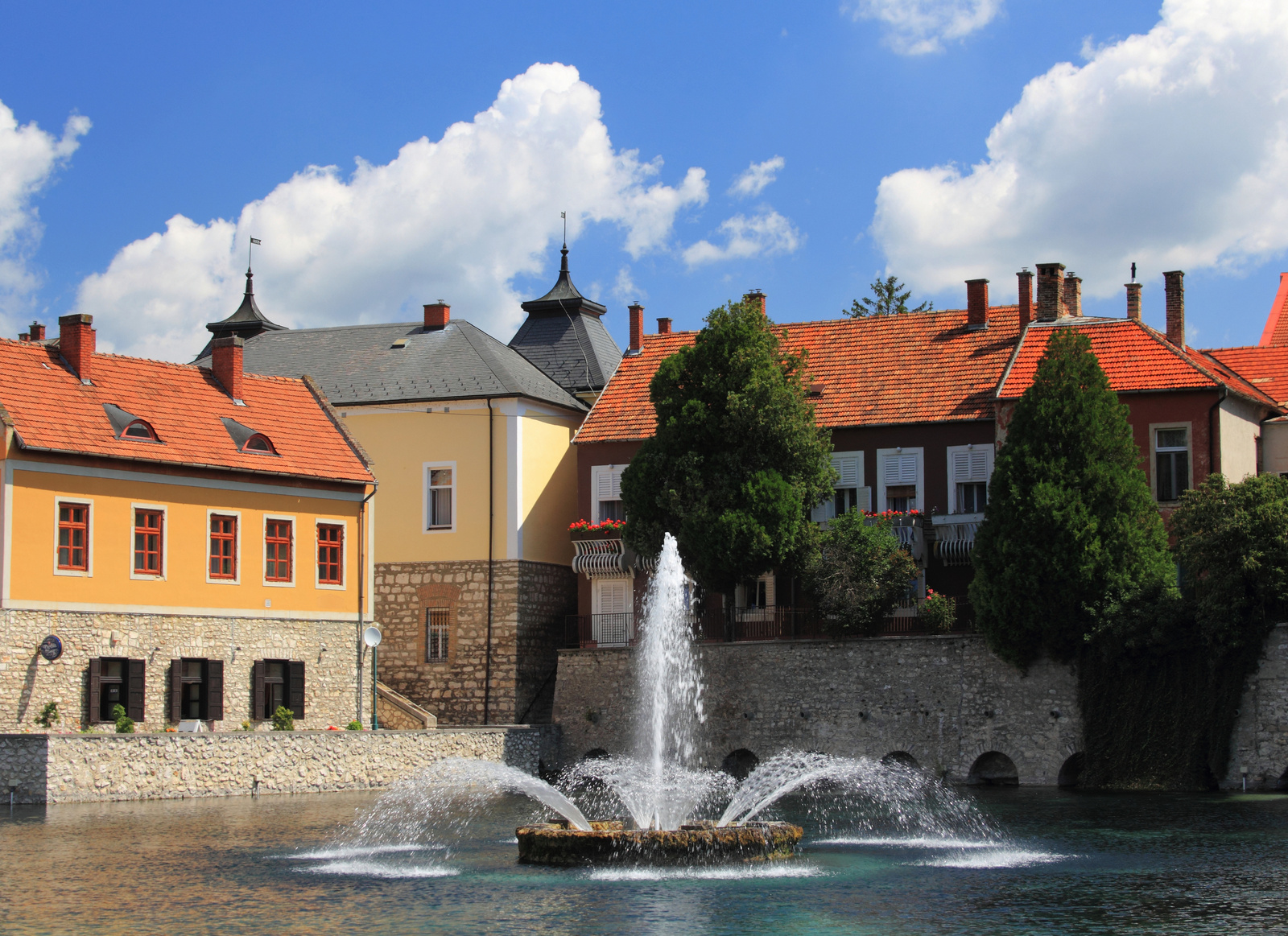
آسیاب آبی تاپولتسا
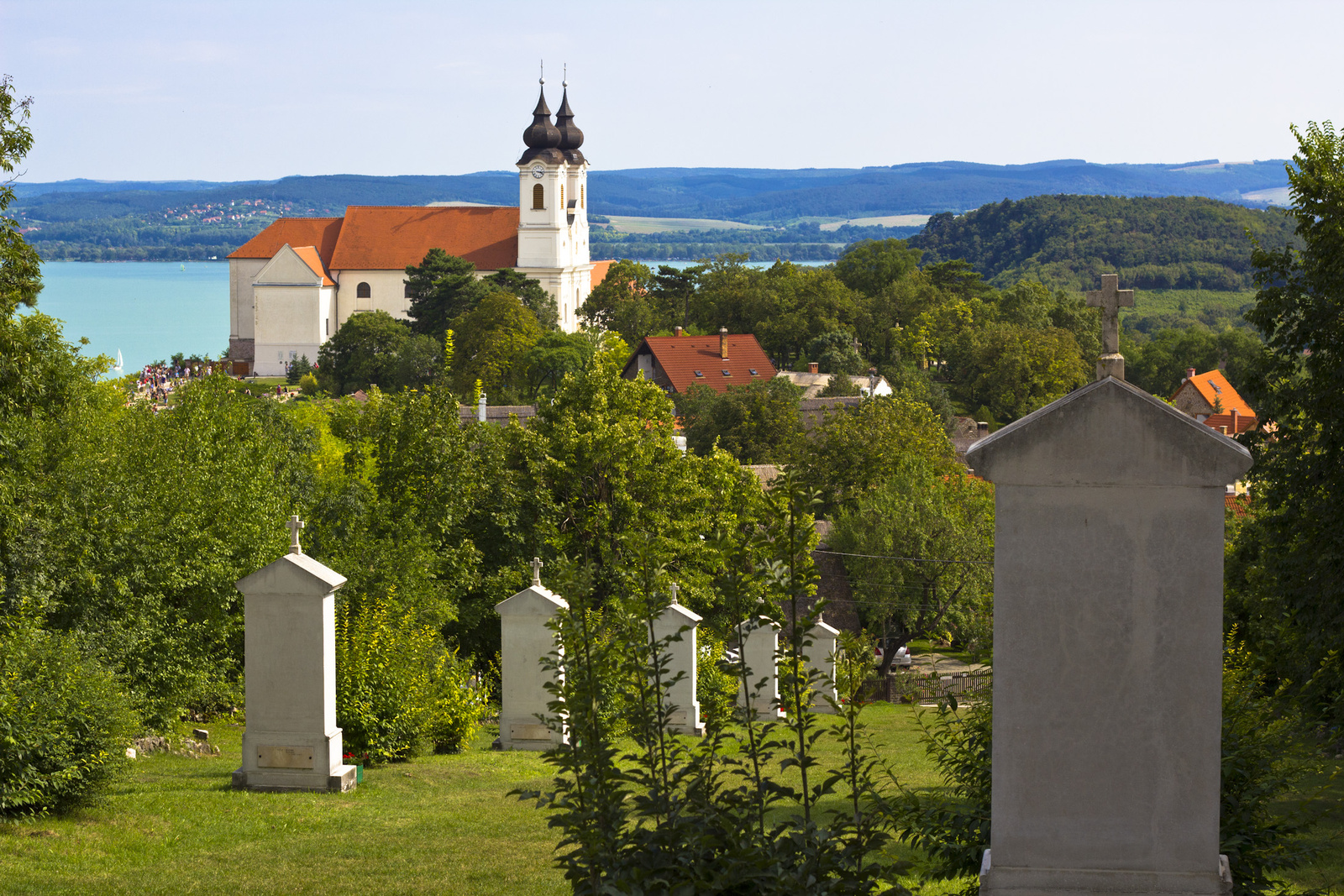
دیر تیهانی در نزدیکی دریاچه بالاتون
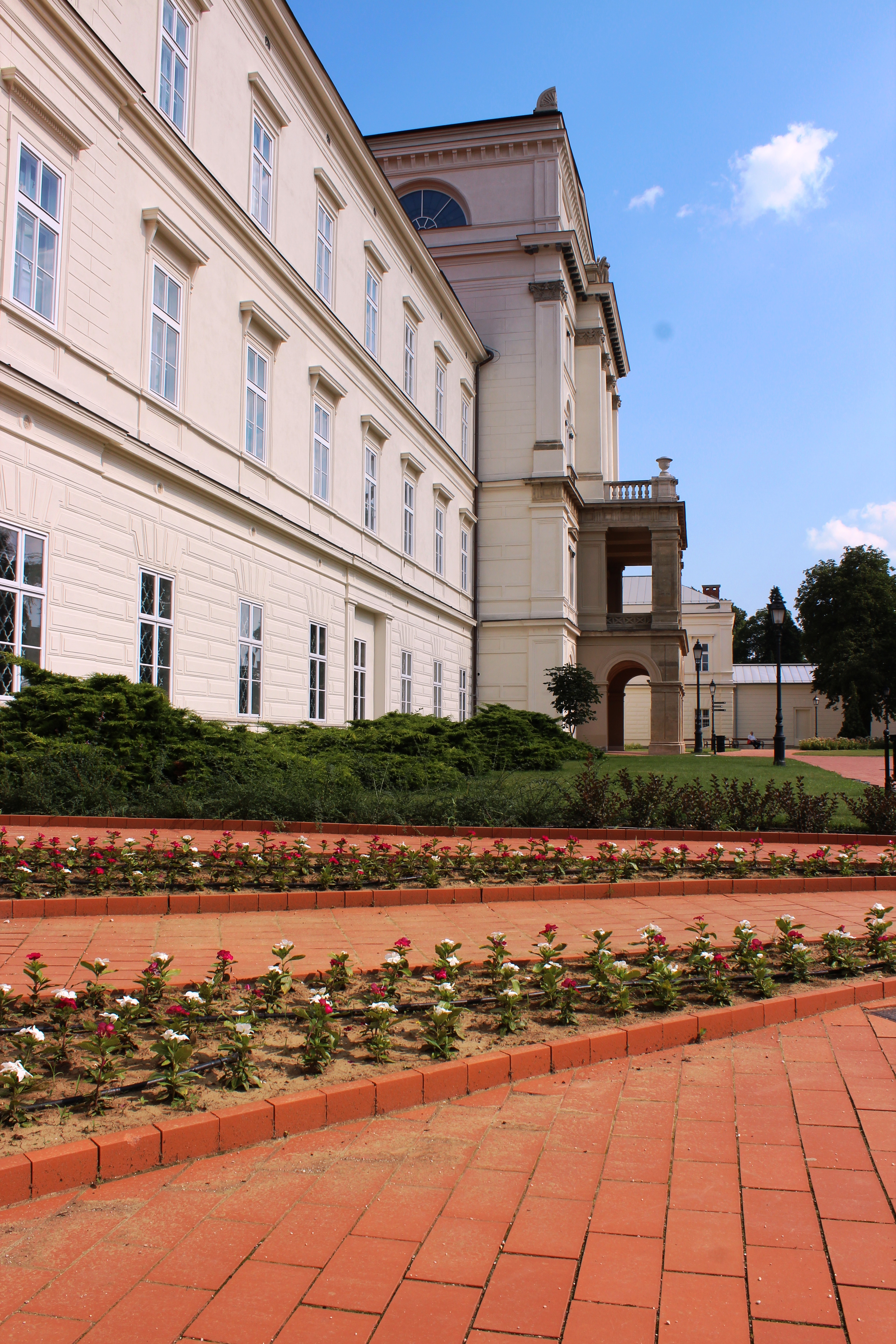
صومعهٔ سیسترسی در زیرتس
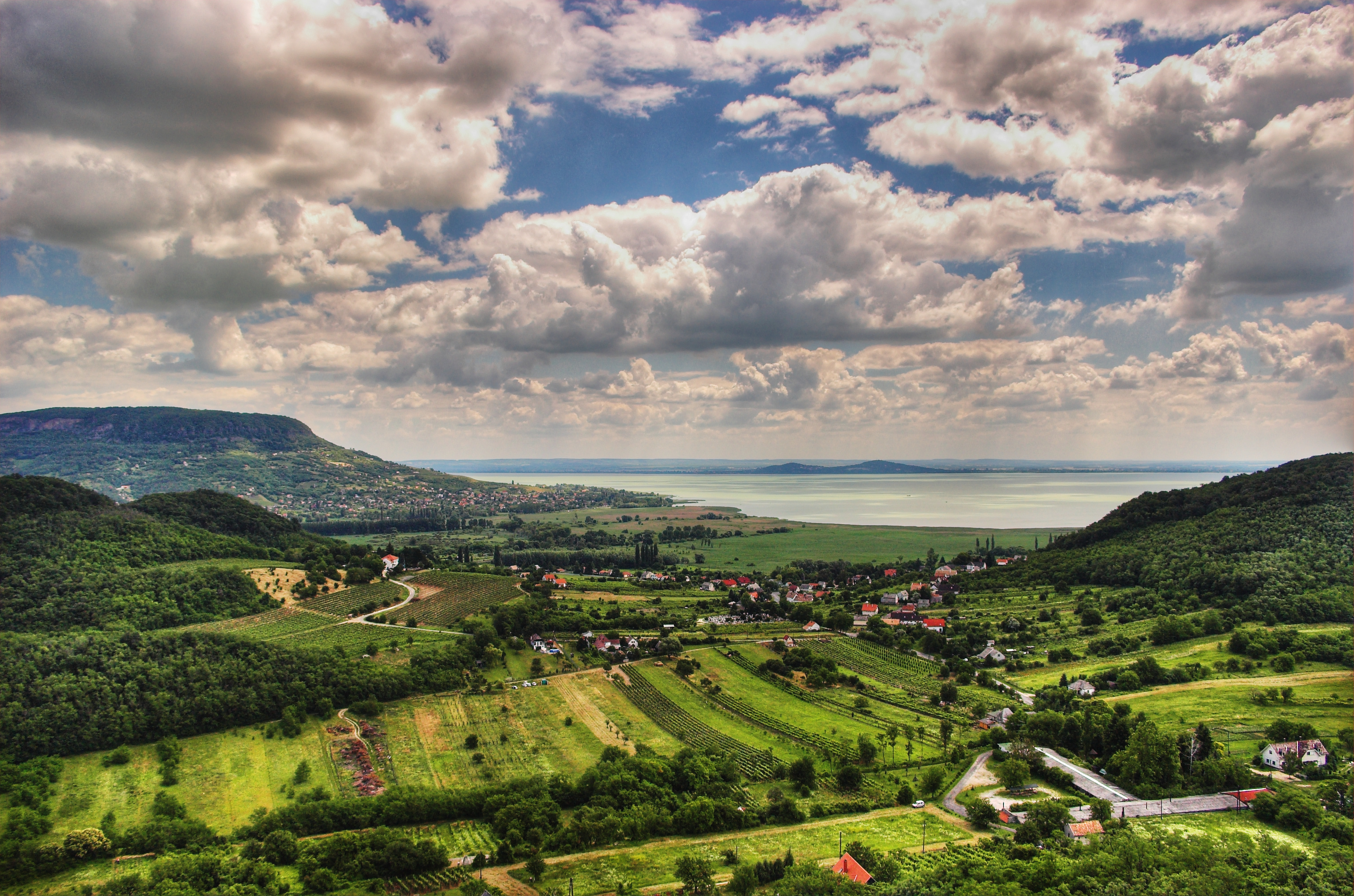
باداچونی (Badacsony)
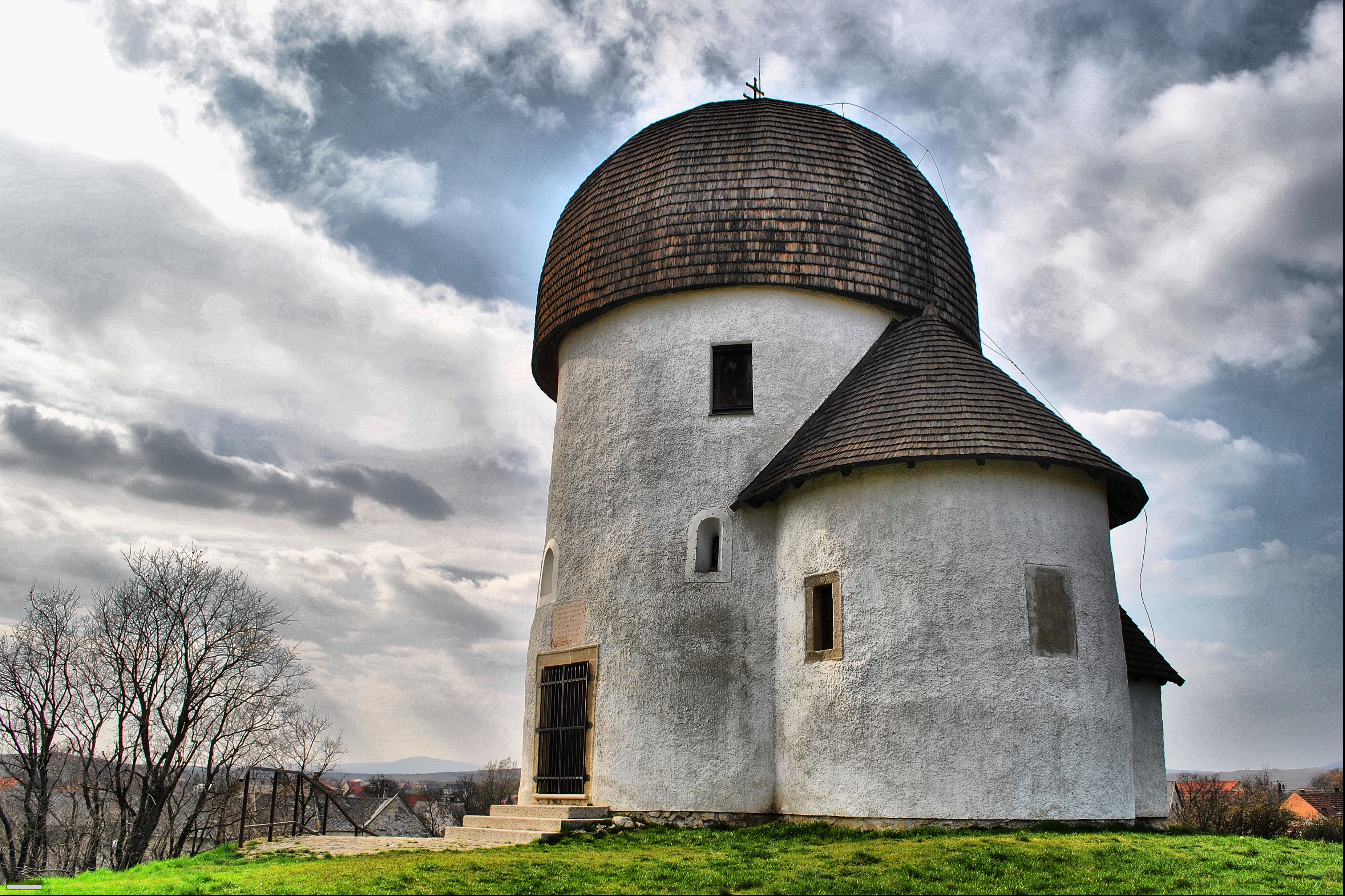
کلیسای مدور اوشکو